# Butler (Indiana)
Butler es una ciudad ubicada en el condado de DeKalb en el estado estadounidense de Indiana. En el Censo de 2010 tenía una población de 2684 habitantes y una densidad poblacional de 495,13 personas por km².

## Geografía
Butler se encuentra ubicada en las coordenadas 41°25′37″N 84°52′18″O / 41.42694, -84.87167. Según la Oficina del Censo de los Estados Unidos, Butler tiene una superficie total de 5.42 km², de la cual 5.42 km² corresponden a tierra firme y (0%) 0 km² es agua.

## Demografía
Según el censo de 2010, había 2684 personas residiendo en Butler. La densidad de población era de 495,13 hab./km². De los 2684 habitantes, Butler estaba compuesto por el 94.86% blancos, el 0.48% eran afroamericanos, el 0.41% eran amerindios, el 0.22% eran asiáticos, el 0% eran isleños del Pacífico, el 2.27% eran de otras razas y el 1.75% pertenecían a dos o más razas. Del total de la población el 4.28% eran hispanos o latinos de cualquier raza.